# Gry Bay
Gry Wernberg Bay (født 15. august 1974 på Frederiksberg i Danmark) er en dansk sanger og skuespiller. Hun fik sit gennembrud i den tyske tv-serie Dr. Monika Lindt – Kinderärztin, Geliebte, Mutter (1996). Serien blev produceret af RTL, der også brugte hende i tv-filmen Hosenflattern (1998). Gry Bay er kendt for sin stærkt seksuelle rolle i filmen All About Anna (2005).
I dansk film fik Gry Bay sin første rolle i hiphop-komedien Slim Slam Slum (2002), hvortil hun komponerede flere af sangene. Hun blev landskendt via sin titelrolle i Zentropa og Innocent Pictures' erotiske komedie All About Anna (2005). På Venedig-festivalen 2005 kunne man igen opleve Gry Bay nøgen i Pipilotti Rists video-installation Homo sapiens sapiens vist som særudstilling på Louisianna. Siden har hun blandt andet medvirket i spillefilmene Betonhjerter (2005) og Grønne hjerter (2006).
I 90'erne medvirkede hun i musicals som West Side Story, Grease, Guys and Dolls, Crazy For You og Me And My Girl, og på Nørrebros Teater spillede hun rollen som Brooke Ashton i Michael Frayns komedie Noises Off. Hun har været forsanger i bandet Crispy (XPY) og turnerer hyppigt verden rundt som medlem af det amerikanske band Kid Creole and the Coconuts.
I oktober 2003 kårede læserne af bladet M! Gry Bay som en af Verdens 100 Mest Sexede Kvinder. I juli 2004 kårede læserne af FHM hende også som en af Verdens 100 Mest Sexede Kvinder.
Efter barsel vendte hun i 2014 tilbage til scenen i PIPPI - The Musical på Bremen Teater, en dramatisering af Astrid Lindgrens børnebøger med musik af Sebastian.
Gry Bay har studeret drama på Københavns Universitet, hvor hun skrev speciale om Shakespeare. Hun er også uddannet clairvoyant.

## Udvalgt filmografi
| År   | Navn                                                   | Rolle       | Andre notater |
| 2006 | Emmalou                                                | Carla       |               |
| 2006 | Grønne hjerter                                         | Aisa        |               |
| 2005 | All About Anna                                         | Anna        |               |
| 2005 | Betonhjerter                                           | Massagepige |               |
| 2004 | Tro, had og kærlighed                                  | Sonja       |               |
| 2003 | Last Exit                                              | Tanya       |               |
| 2002 | Slim Slam Slum                                         | Dit         |               |
| 2001 | Mistænkt                                               | Mia Hviid   |               |
| 1998 | Hosenflattern (TV)                                     | Tove        |               |
| 1996 | Dr. Monika Lindt - Kinderärztin, Geliebte, Mutter (TV) | Svenja      |               |